# Лак (племя)
Лак (курд. لەك ) — по одним данным курдское племя, по другим коренное племя в Западном Иране со своим собственным языком. Они говорят на языке лаки.

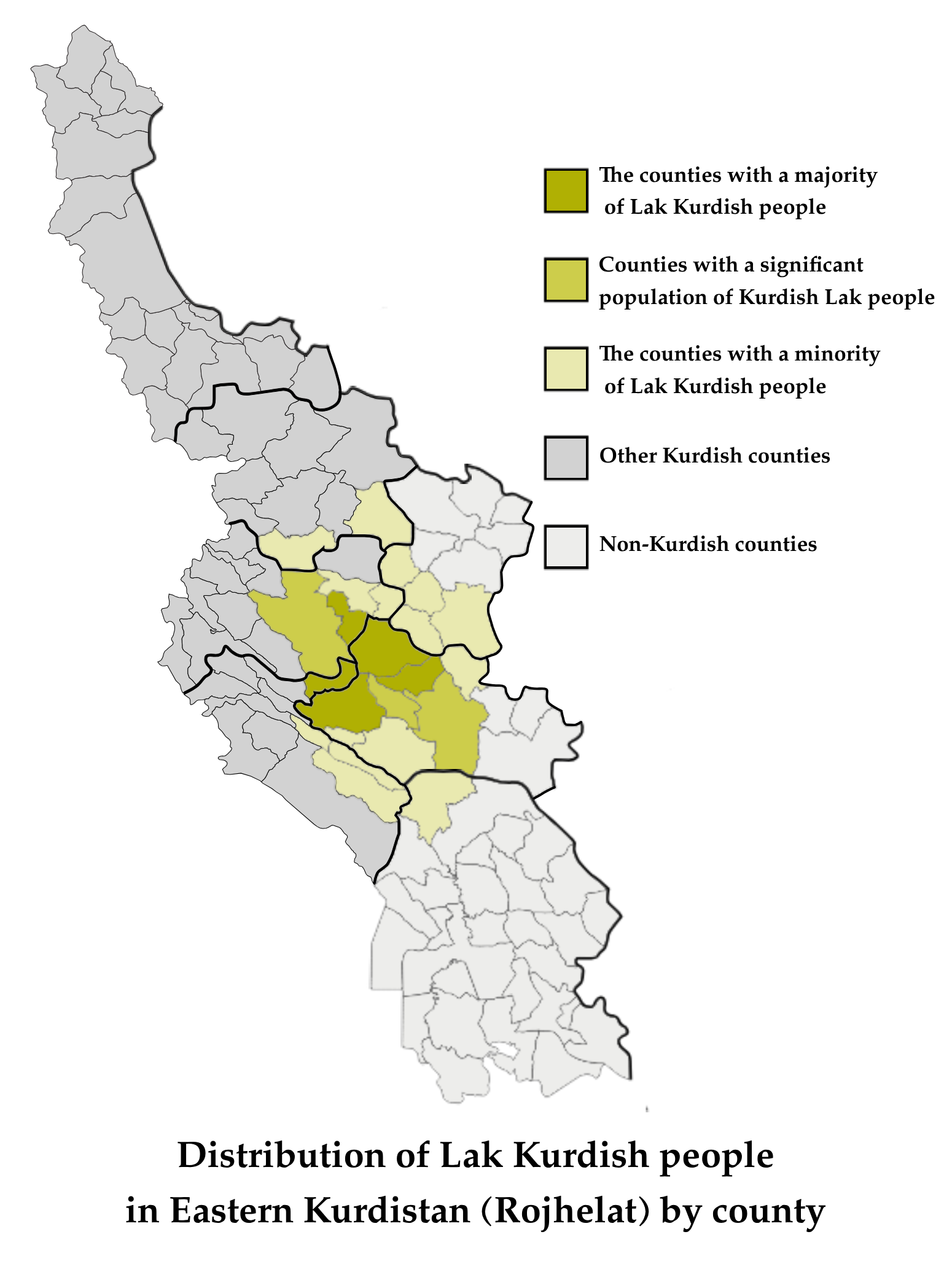
Ареал распространение языка лаков на карте Иранского Курдистана

Лаки населяют большую часть провинции Лурестан, где они составляют более 65% населения, а также большую часть восточных регионов соседней провинции Керманшах и некоторые части западной провинции Илам (лаки Поште-Кухи). Район к востоку от горы Кабир известен как Пише-Кух, а к западу от горы известен как Поште-Кух.

## Происхождение
Владимир Минорский, написавший статью «Лак» в первом издании Энциклопедии ислама, назвал лаков «самой южной группой курдских племен в Персии» и заявил, что их язык имеет характеристики курдского. Некоторые из племен лаков, живущих в провинции Лурестан, живут среди племен лур и со временем ассимилировались в сторону идентичности лур. Хотя Минорский приводит некоторые доказательства, указывающие на то, что они были привезены туда с более северного направления. Он упоминает, что их часто путают с лурами, на которых они похожи с этнической и соматической точки зрения, но отличаются.

## История
Династия Зендов принадлежала к племени лаков (от племени Зенд ).  Согласно третьему изданию Энциклопедии Ислама, Зенды «были ветвью Лаков, подгруппы северных лур, которые говорили на языке лури, западноиранском языке » .  Аналогично, согласно второму изданию Энциклопедии Ислама, Зенды «принадлежали к лакской группе лур». Согласно Оксфордской энциклопедии исламского мира, аналогично, племя Зенд «говорило на диалекте лак языка лур».

## Самоидентификация
Лаки прочно отождествляют себя с лурами, «что, по-видимому, усилилось в последнее время». Эта самоидентификация особенно ярко выражена среди лаков провинции Луристан, где проживает большинство носителей диалекта лаки в Иране. Социальные катализаторы этой идентификации вытекают из того факта, что луры исторически были видными губернаторами как Луристана, так и Илама, а также из-за того, что основная часть лаков в провинции Луристан имела статус меньшинства.

## Суб-племена
Список подплемен Лак:
- Адиневанд
- Ахмедванд
- Амраи
- Азадбахт
- Бахарванд
- Балванд
- Бейранванд
- Биджанванд
- Чахардовли
- Дальванд
- Динарванд
- Джераванд
- Гиасванд
- Хассанванд
- Итиванд
- Джалалванд
- Джалилванд
- Какаванд
- Камалванд
- Халванд
- Коливанд
- Кушки
- Кушванд
- Мафиванд
- Мирванд
- Мумиванд
- Мусиванд
- Нурали
- Османванд
- Падарванд
- Пайераванд
- Ризаванд
- Романванд
- Сагванд
- Шахиванд
- Шексбизин
- Тархан
- Торкашванд
- Юсефванд
- Зенд
- Золя

## Известные представители племени
- Карим-хан Зенд
- Алиреза Бейраванд